# St. Annahof (Zürich)

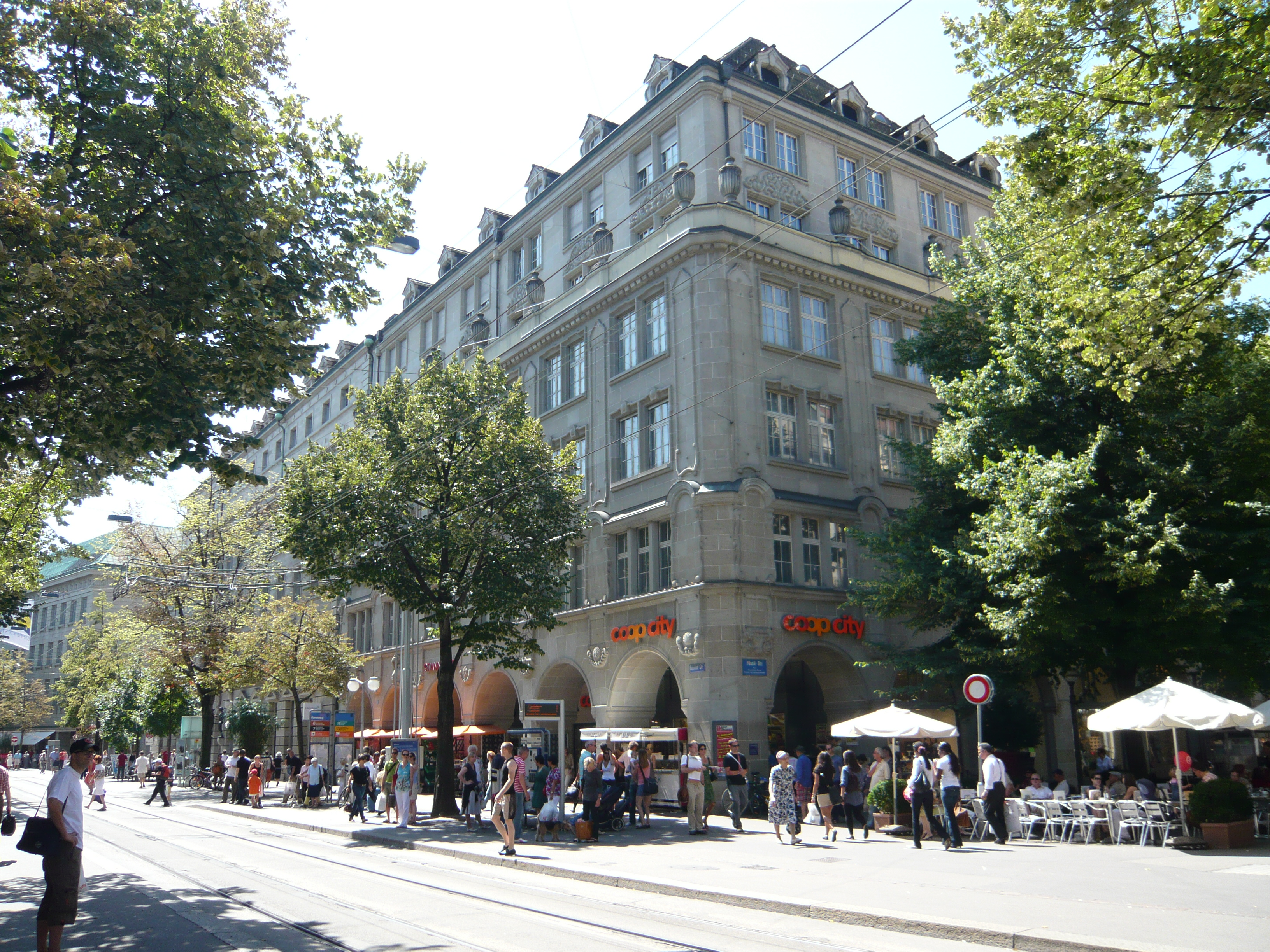
Coop City St. Annahof

Der St. Annahof ist ein denkmalgeschütztes Warenhaus in der Stadt Zürich. Er steht an der Bahnhofstrasse 57, auf dem ehemaligen Areal der St. Anna-Kapelle an der St. Annagasse.
Das Warenhaus wurde im Auftrag des 1878 gegründeten Lebensmittelvereins Zürich erbaut (seit 1890 im Verband schweizerischer Konsumgenossenschaften, aus dem die Coop-Gruppe hervorging). Der Bau wurde nach den Plänen der Gebrüder Pfister zwischen 1912 und 1914 errichtet. Vom Stil her handelt es sich um einen eklektiztischischen Bau, genauer einem Neobarockisierten Bau mit Jugendstil Elementen (alternativ wird auch von «Heimatstil-Barock» gesprochen), mit symmetrischer Strassenfassade.

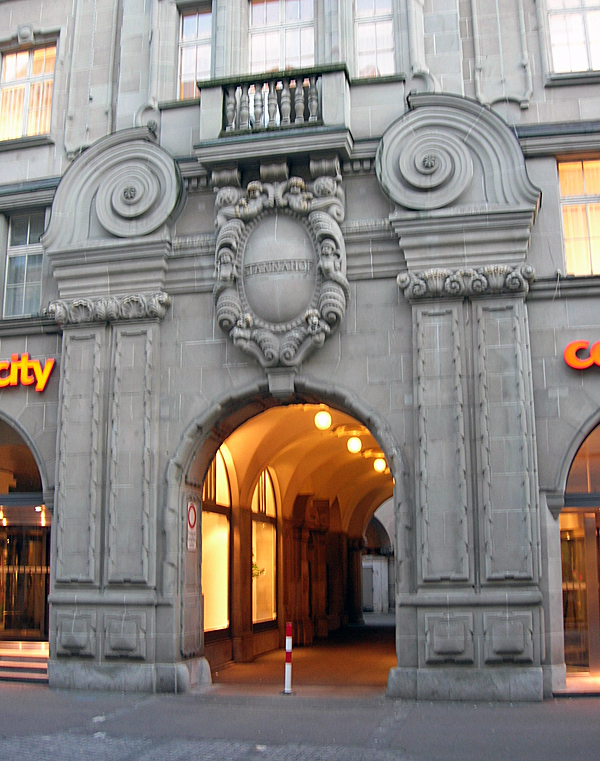
Detail an der Füsslistrasse

Die Hauptfassade des sechsstöckigen Gebäudekomplexes richtet sich gegen die Füsslistrasse und wird in der Mitte mit einem Durchgang zum Innenhof durchbrochen. Mit einem Flügel stösst der Bau an die Bahnhofstrasse und mit dem anderen Flügel an die St. Annagasse. Beim Umbau zwischen 1978 und 1981 ging beinahe der gesamte ursprüngliche Innenausbau verloren. Der repräsentativen Fassade wegen wurde das Haus unter Schutz gestellt. Die Bildhauerarbeiten an der Fassade stammen von Otto Münch, Hans Markwalder, Wilhelm Schwerzmann und Otto Kappeler.
Das Gebäude wird unter der Bezeichnung Coop City St. Annahof noch immer in der ursprünglichen Funktion als Warenhaus betrieben.